# Laringa andamanensis
Laringa andamanensis är en fjärilsart som beskrevs av Nicéville 1895. Laringa andamanensis ingår i släktet Laringa och familjen praktfjärilar. Inga underarter finns listade i Catalogue of Life.